# Guadalupe (Antioquia)
Guadalupe es un municipio de Colombia, localizado en la subregión Norte del departamento de Antioquia. Limita por el norte con los municipios de Angostura y Anorí, por el este con los municipios de Amalfi y Gómez Plata, por el sur con los municipios de Gómez Plata y Carolina del Príncipe y por el oeste con el municipio de Angostura.

## Toponimia
En un principio el antiguo poblado que se inició en el territorio de Guadalupe había recibido el nombre de Higuerón, pues fue fundado en el lugar donde se había desarrollado un caserío con la misma denominación, pero en honor de la Virgen de Guadalupe de México, en el año de 1896, la denominación de Higuerón fue sustituida por la actual de Guadalupe.
La aparentemente extraña ligazón de esta comarca con la emblemática Virgen de México se explica debido a que allí se fundó una iglesia de manos del señor obispo Juan Nepomuceno Rueda de la diócesis de Santa Rosa de Osos, la cual recibió de parte de esa prelatura el nombre de Nuestra Señora de Guadalupe,  porque en tal día se celebraba su fiesta en la localidad de Tepeyac, en México, y también en recuerdo al origen del río más emblemático de la zona, que debió su nombre de Guadalupe a la reconocida advocación Mariana que tenía una capilla cercana a su nacimiento en el año de 1648 en la ciudad de Santa Rosa de Osos.

## Historia
Éstos eran en el pasado territorio de la etnia nacional de los Nutabes, quienes poblaron también otras vastas regiones de Antioquia, y particularmente en esta zona guadalupana se extendían por entre el río Cauca y el río Porce.
Transcurrió un tiempo hasta que Guadalupe se anexó en categoría de corregimiento al municipio de Carolina del Príncipe, y solamente hasta 1964, por disposición del gobierno de Antioquia y al mismo tiempo que esto sucedía con la localidad de San José de la Montaña, Guadalupe fue elevada a la categoría de municipio.
Actualmente, Guadalupe forma parte del inventario energético de Antioquia y Colombia. La represa de Troneras que llena el Río Guadalupe forma parte de la memoria en la electrificación del departamento de Antioquia y de toda Colombia, aunque está en territorio de Carolina 
. Ya sus vagones aéreos del teleférico, que conducen visitas hasta el vecino municipio de Carolina del Príncipe, no significan tanta novedad como lo hacían antes, pues los hay por todas partes, pero el municipio de Guadalupe guarda en sus anales el ser cuna pionera de la generación energética en Colombia.

## División Político-Administrativa
Aparte de su Cabecera municipal. Guadalupe tiene bajo su jurisdicción los siguientes Centros poblados:
- Barrio Nuevo
- El Machete
- Guanteros
- Guadalupe IV

#### Veredas
Además, el municipio está compuesto con las siguientes veredas:
Cascajeros, El Mango, El Morro, Guadual, La Candelaria, La Cruz, Malabrigo, Montañita, Morrón, Patio Bonito, Plan de Pérez – Bramadora, Puente Acacias, San Basilio Abajo, San Basilio Arriba, San Basilio el Medio, San Juan, San Julián, San Pablo, San Vicente el Kiosco, San Vicente la Susana, San Vicente los Sauces.

## Generalidades
el primer registro es de 1644, uno de los partidos más antiguos de Antioquia. 
Erección en municipio, Ordenanza 02 (30 de octubre) de 1964 
Apelativo de la población: "Luz entre Montañas". 

## Demografía
- Población Total: 6 665 hab. (2018)[2]
- Población Urbana: 2 223
- Población Rural: 4 337

Alfabetismo: 80.2% (2005)
- Zona urbana: 88.8%
- Zona rural: 76.5%

### Etnografía
Según las cifras presentadas por el DANE del censo 2005, la composición etnográfica del municipio es:
- Mestizos & Blancos (99,9%)
- Afrocolombianos (0,1%)

## Vías de comunicación
Se comunica por carretera pavimentada con los municipios de Carolina del Príncipe y Gómez Plata.
Y por carretera destapada con los municipios de Angostura, Anorí, y el caserío de la Chiquita.

## Economía
- En agricultura: plátano, yuca, maíz, café, caña de azúcar
- En ganadería: ganado de leche y carne
- En industria: maderas
- En minería: oro
- En energía: complejo hidroeléctrico Guadalupe, represa de Troneras
- En comercio: muy activo.

## Veredas
Posee 24 veredas:
1. El Morro.
2. San Basilio Arriba.
3. San Basilio el Medio.
4. San Basilio Abajo.
5. San Juan.
6. San Pablo.
7. San Vicente el Kiosco.
8. San Vicente la Susana.
9. San Vicente los Sauces.
10. Malabrigo.
11. Guanteros.
12. Guadual.
13. La Cruz.
14. Puente Acacias.
15. Guadalupe IV.
16. El Machete.
17. Patio Bonito.
18. San Julián.
19. El Mango.
20. Cascajeros.
21. La Candelaria.
22. Montañita.
23. Morrón.
24. Plan de Pérez - Bramadora.

## Fiestas
- Fiestas tradicionales del campesino y su labranza
- Fiestas del retorno y la neblina
- Fiestas de la Virgen de Guadalupe

## Sitios de interés
- Represa Hidroeléctrica de  Troneras
- Central Hidroeléctrica Guadalupe
- Charcos del Cañal
- Iglesia parroquial de Nuestra Señora de Guadalupe
- Alto de la Divisa
- Charco del Alto de San Juan
- Mirador de La Cañada
- Mirador Piedra del Cacao